# Famille Civran
Pour l’article homonyme, voir Civran (prénom).
 (août 2024).
La famille Civran, également sous les formes Civrani, Zivrani, Ziverani ou Cyvran, est une famille patricienne de Venise, originaire de Cervia (Romagne), venue avec Paolo Civran à Venise au début du IXe siècle. 
Elle fit partie du Maggior Consiglio en 1297.

## Personnalités
- Pietro Civran, en 1345 provéditeur contre l'armée rebelle de Zara, rompit le roi de Hongrie, venu au secours de la place, qui se rendit; il fut ambassadeur (baila) à Constantinople.
- Andrea, provéditeur en 1511 des milices Albanaises en Istrie préserva la terre de Muggia, vaincu le commandant impérial Cristoforo Frangipane, et en 1513, inspecteur général arrêta net les Hongrois, réprima la hardiesse des Turcs, et assiégea Crema; en 1528, capitaine de la cavalerie Albanaise dans la Pouille, il récupéra beaucoup de cités de cette province des Cesarei en faveur des Français, faisant prisonnier le prince de Bisignano; mort à Manfredonia et transporté à Venise, il eut en 1572 un monument sépulcral en l'église des Carmini par le soin de son fils :
- Pietro, capitaine célèbre spécialement en 1570 et 1571 contre les Turcs.
- Antonio, en 1603, fit massacrer des Corsaires; en 1614, il fut capitaine dans le Golfe contre les Uscocchi; acquitté en 1617 d'accusations injustes, il devint Inspecteur général d'armée. Ses fils : 
  - Bertucci se distingua en 1649 à Fochies,
  - Giuseppe  élu en 1659 évêque de Vicence,
  - Pietro, général en Dalmatie, pilla et brûla en 1674 dix galères de corsaires.

## Armes

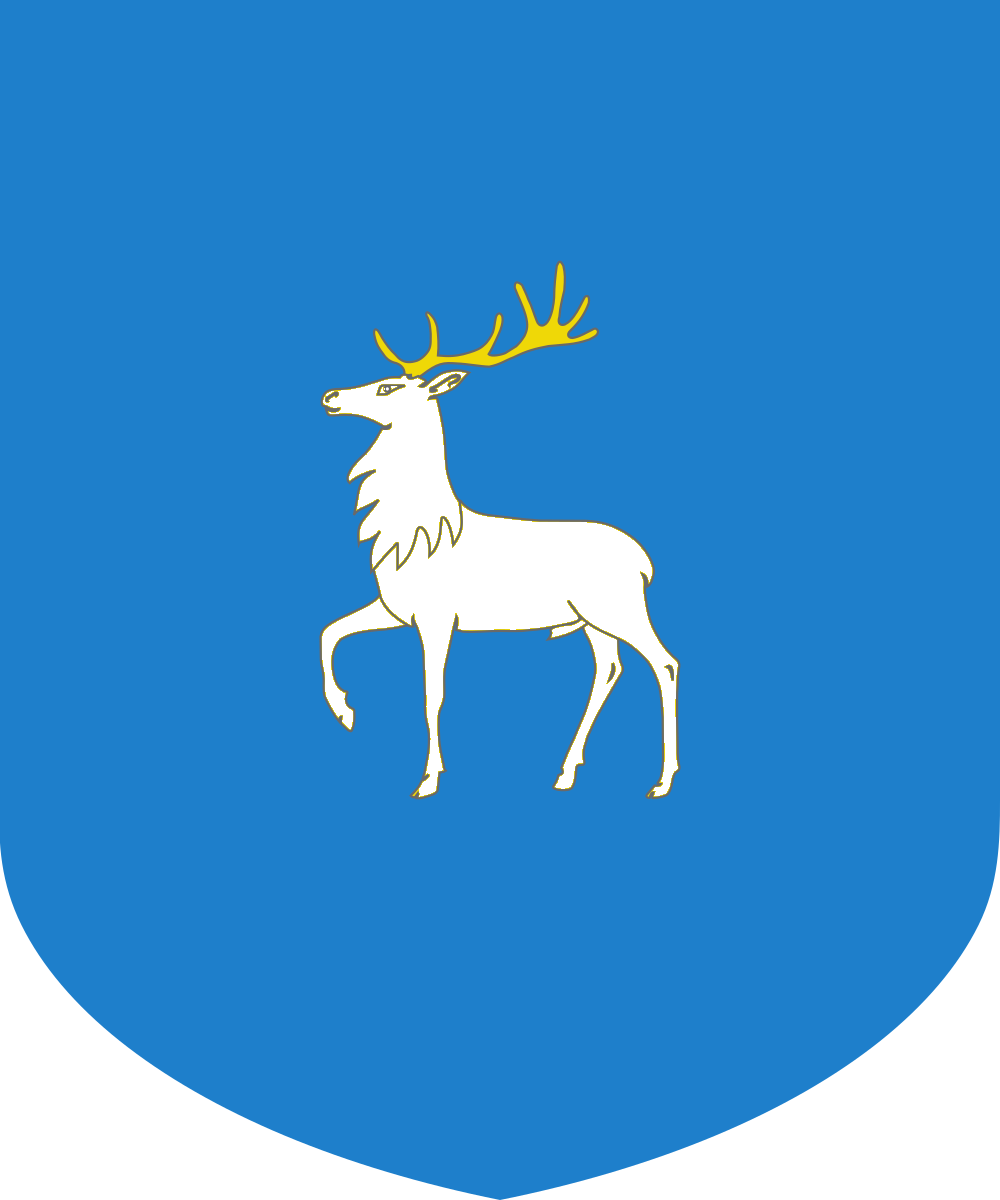
Armes des Civran

Les armes des Civran se blasonnent ainsi un cerf passant d'argent et son bois d'or en champ d'azur, mais parfois seulement un demi-cerf naissant du côté gauche de l'écu.

## Palais et Villas
- Palazzo Civran, a Cannaregio;
- Palazzo Civran Badoer Barozzi, a San Marco;
- Palazzo Civran Grimani, a San Polo;
- Villa Civran Manfrin, a Castione di Loria;
- Villa Civran Morpurgo Pini-Puig, a Conegliano.

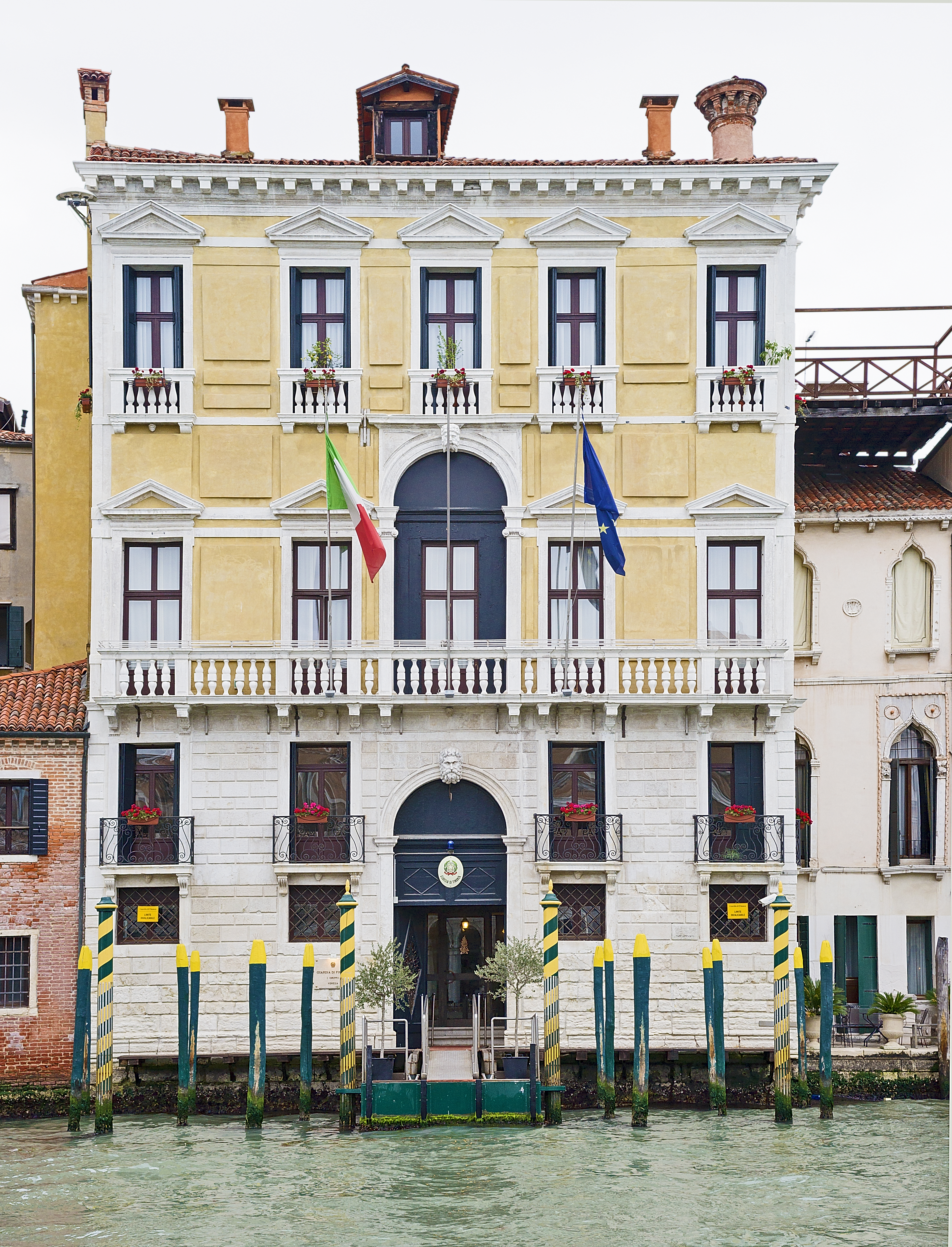
palais Civran, a Cannaregio
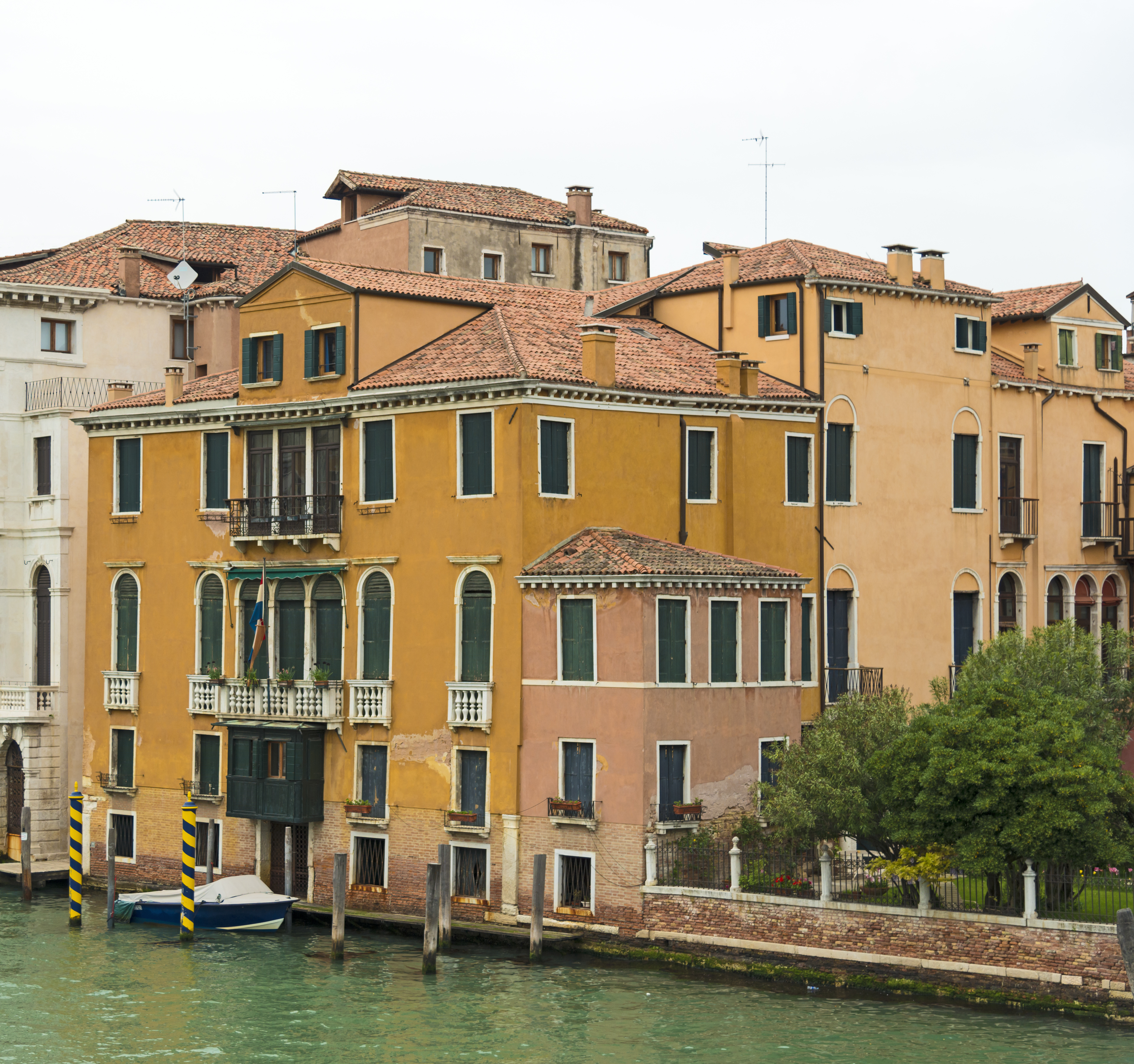
Palazzo Civran Badoer Barozzi a San Marco

## Pour approfondir